# Мадагаскарско-мозамбикские отношения
Мадагаскарско-мозамбикские отношения — двусторонние дипломатические отношения между Мадагаскаром и Мозамбиком. Страны разделены Мозамбикским проливом, который располагается в западной части Индийского океана и является самым длинным проливом на Земле — около 1760 километров, наименьшая ширина пролива — 422 километра.

## История
Исторически через Мозамбикский пролив осуществлялся процесс работорговли, рабов из Мадагаскара доставляли водным транспортом на побережье Португальской Восточной Африки (современный Мозамбик) и оттуда их направляли в третьи страны. С 1610 по 1810 год через Португальскую Восточную Африку прошло порядка 160 000 рабов из Мадагаскара и Маскаренских островов. В настоящее время между странами практически нет торговых и политических контактов.